# Эдигер-Эллер
Эдигер-Эллер (нем. Ediger-Eller) — община в Германии, в земле Рейнланд-Пфальц. 
Входит в состав района Кохем-Целль. Подчиняется управлению Кохем-Ланд.  Население составляет 1054 человека (на 31 декабря 2010 года). Занимает площадь 19,13 км².

## Фотографии

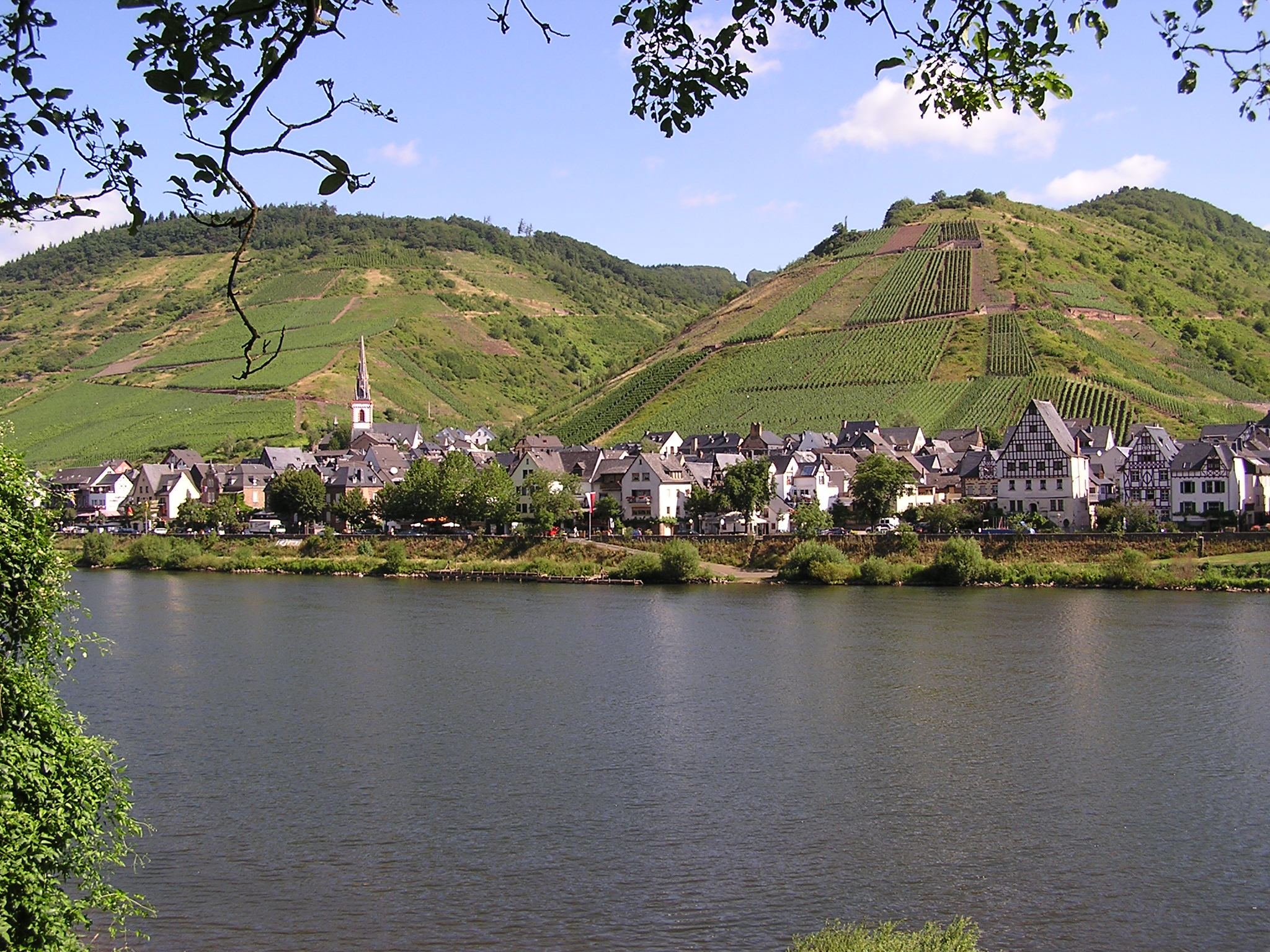
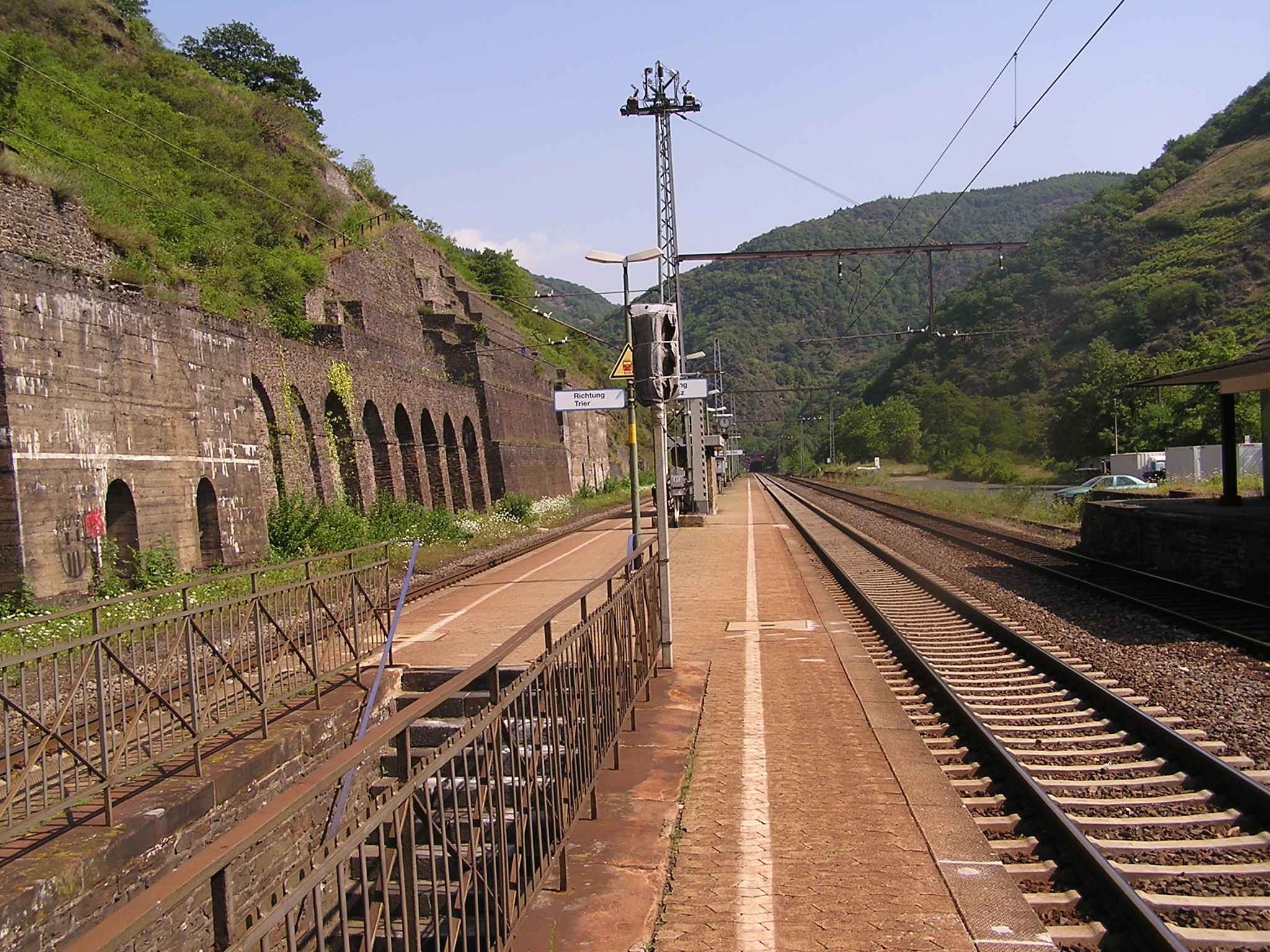
Вокзал
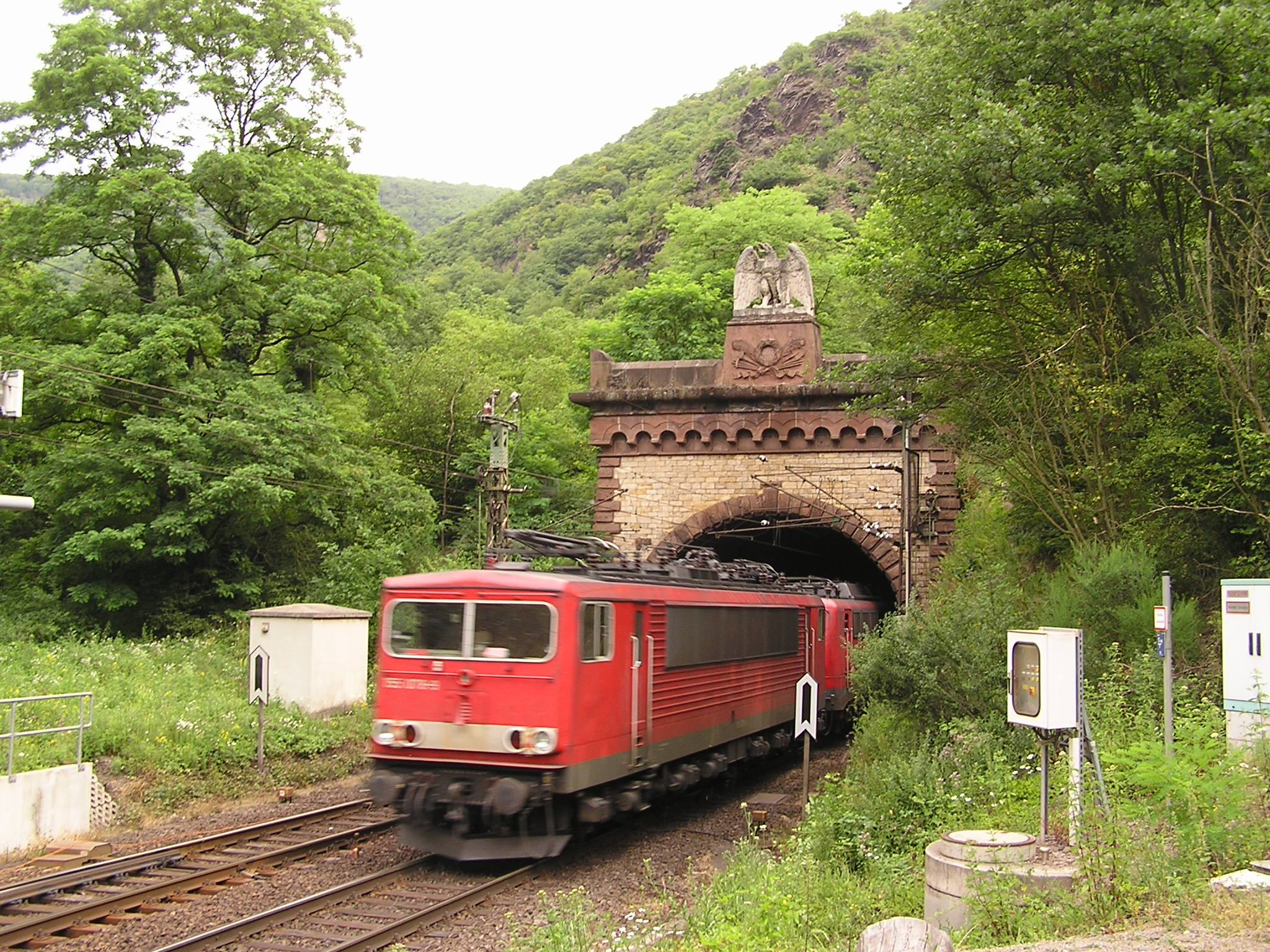
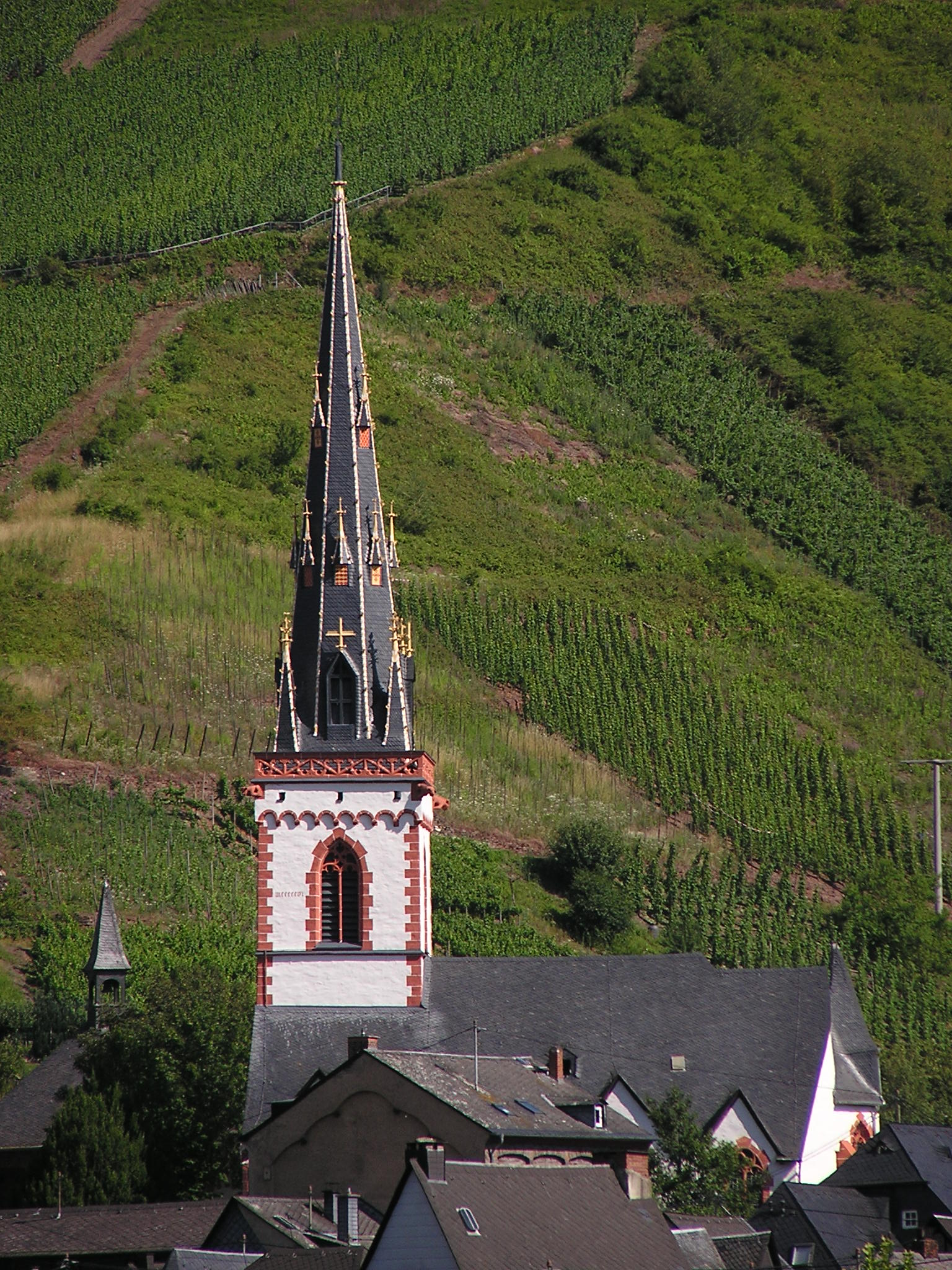
Церковь